# شهبازان
شَهبازان روستایی از توابع بخش الوار گرمسیری شهرستان اندیمشک در استان خوزستان ایران است.
این روستا در دهستان مازو قرار دارد و براساس سرشماری مرکز آمار ایران در سال ۱۳۹۵، جمعیت آن ۷۲ نفر (۳۳ خانوار) بوده‌است.
ایستگاه راه‌آهنی که نزدیک این روستا قرار دارد نیز ایستگاه شهبازان نام دارد.
اهالی این روستا لر و از ایل پاپی و ناصر پور و بک بک و دیگر طوایف پاپی هستند که شغل اکثر آنها دامپروری و ماهی گیری است این منطقه جزئی از قلمرو ایل پاپی بوده و تعدادی زیادی در راه آهن مشغول به کار هستند این روستا به دلیل نبود راه آسفالته هنوز نتوانسته تولیدات خود را افزایش دهد قابل توجه که اکثر مردم این روستا در حال ترک کردن روستای خود می‌باشند و تا چند سال دیگر روستا خالی از سکنه خواهد بود که دلیل این تغییر مکان نبود جاده می‌باشد.
به گفته فیروز نجاتی بهورز خانه بهداشت شهبازان:این روستا تقریباً به دلیل نبود امکانات رفاهی برای زندگی تقریباً خالی از سکنه شده‌است.